# Hugo Fazio
Hugo Fazio Rigazzi (Santiago, 14 de marzo de 1932-Santiago, 28 de marzo de 2025) fue un economista chileno y exdirigente del Partido Comunista de Chile. Llegó a ser vicepresidente ejecutivo del Banco Central durante el gobierno de Salvador Allende.

## Biografía
Hijo de Oreste Fazio y Amanda Rigazzi. Su primer matrimonio fue con Adriana Vengoa, con quien tuvo dos hijos, Adriana Fazio Vengoa y Hugo Fazio Vengoa el historiador. Años más tarde se casó con Cecilia Coll, con quien tuvo dos hijos más, Valentina Fazio Coll y Cristian Fazio Coll.

## Trayectoria académica y política
Estudió economía en la Universidad de Chile. Trabajó como editor en el diario El Siglo, del Partido Comunista e hizo clases de economía en la Universidad de Chile. Bajo el gobierno de Salvador Allende, fue nombrado Vicepresidente Ejecutivo del Banco Central de Chile y en esa calidad, gobernador alterno del BID. Con el golpe de Estado se asiló en la Embajada de la República Democrática Alemana. Durante sus meses de espera, para poder salir, comenzó a redactar informes de coyuntura económica, luego denominadas "Cartas económicas", que enviaba al exterior, las que fueron transmitidas por radio Berlín. Tras partir al exilio, siguió trabajando en esos informes semanales, tarea que sigue hasta la actualidad.
Radicado en la Uniòn Soviética, ocupó importantes tareas en el Partido Comunista. Ingresó clandestinamente al país en 1981, tomando contacto con la dirección interior del Partido Comunista, aunque tiempo después volvió a salir.
Regresó a Chile definitivamente en 1989, incorporándose como académico de la Universidad Arcis, Universidad Academia de Humanismo Cristiano y Universidad de Chile. Desde entonces, con Orlando Caputo y Manuel Riesco Larraín, ha sido referente entre los economistas críticos del modelo neoliberal. Su abundante producción académica se destaca desde entonces.
En 1995, junto a Manuel Riesco y Andrés Varela, fundó el Centro de Estudios Nacionales de Desarrollo Alternativo (CENDA) Es autor de numerosos libros referidos a la política económica, y sus efectos sobre el empleo, la pobreza y la distribución de la riqueza, durante la Dictadura de Pinochet, así como a lo largo de los gobiernos de Patricio Aylwin, Eduardo Frei Ruiz-Tagle, Ricardo Lagos, Michelle Bachelet y Sebastián Piñera.
Dictó clases en la Universidad de Chile y es profesor emérito de la Universidad Academia de Humanismo Cristiano en la cátedra de Política Económica de la carrera de Ciencia Política y Relaciones Internacionales de dicha universidad.

## Obras
- Mapa actual de la extrema riqueza en Chile, Santiago: Lom Ediciones, 1997.

- La Crisis pone en jaque al neoliberalismo, Santiago: Lom Ediciones, 1999.

- La transnacionalización de la economía chilena, Santiago: Lom ediciones, 2000.

- TLC, el amarre del modelo, Santiago: Lom Ediciones, 2004.

- Mapa de la extrema riqueza al año 2005, Santiago: Lom Ediciones, 2005.

- EE.UU., Centro de las crisis globales, Santiago: Lom ediciones, 2008.

- Crisis mundial: ¿Recesión o depresión?, Santiago: Lom ediciones, 2009.

- Veinte años de política económica de la Concertación, Santiago: Lom Ediciones, 2010.

- Un país gobernado por uno de sus dueños, Santiago: Lom Ediciones, 2011.

- Indignación. Causales socioeconómicas, Santiago: Lom Ediciones, 2012.

- El Mundo del 1%, 0. 1%, y 0. 01%, Santiago: Universidad de Santiago de Chile, 2014.

- Chile en tiempos de reformas, Santiago: Universidad de Santiago de Chile, 2015.

- Los mecanismos fraudulentos de hacer fortuna. Mapa de la extrema riqueza 2015, Santiago: Lom Ediciones, 2016.

- ¿Por qué regresó Piñera?, Santiago: Ediciones CENDA, 2018.